# San Juan del Cesar
San Juan del Cesar est une municipalité située dans le département de La Guajira, en Colombie.